# 20 Fenchurch Street
20 Fenchurch Street är en kontorsbyggnad i centrala London som ofta kallas the Walkie Talkie på grund av sin form. Den utsågs till Storbritanniens fulaste byggnad år 2015.
Skyskrapan, som är 160 meter hög, har 34 våningar och planteringar på toppen är ersättning för en byggnad som revs år 2008.

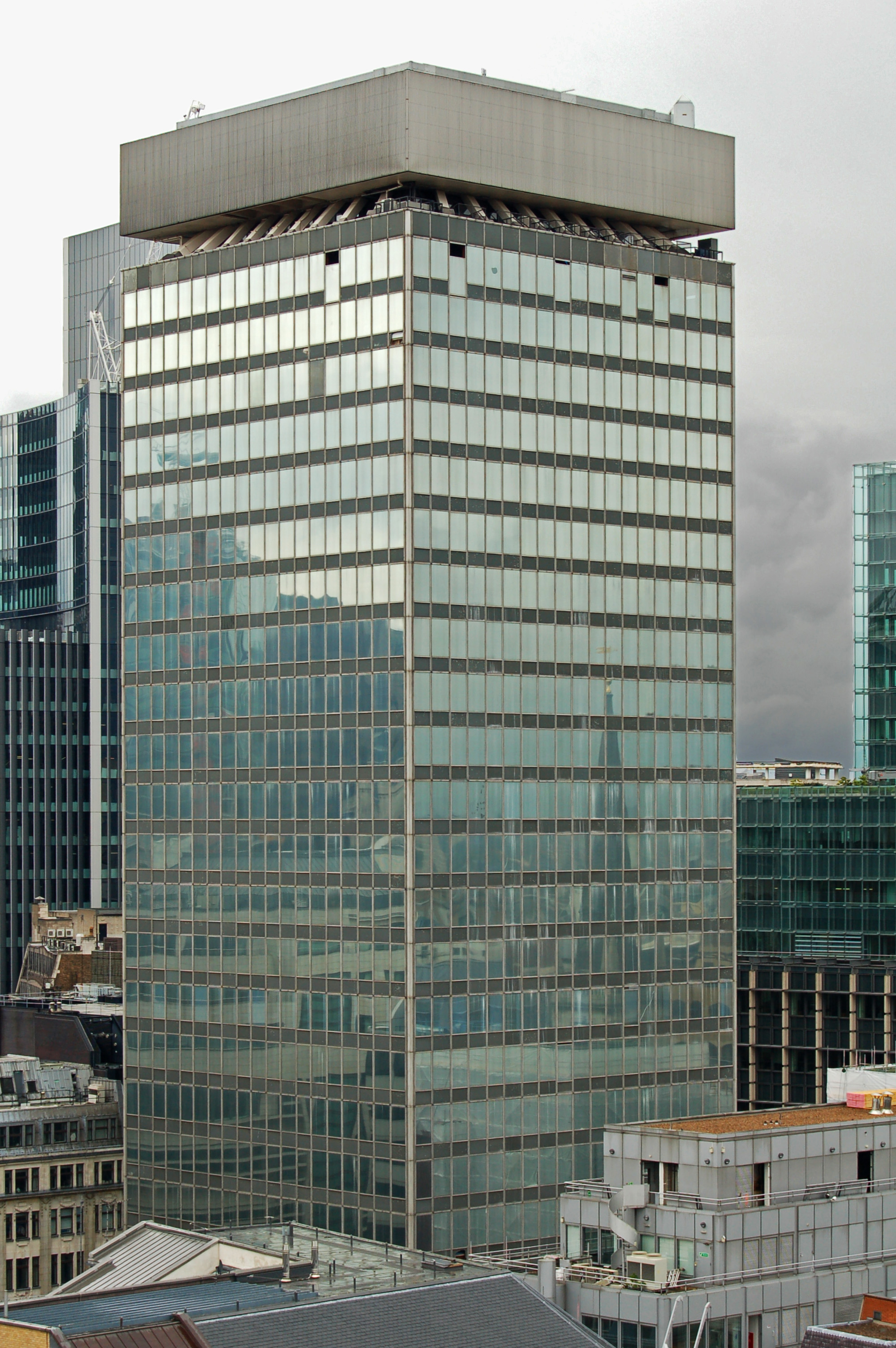
Den tidigare byggnaden på 20 Fenchurch Street.

Byggnaden har ritats av den colombianske arkitekten Rafael Viñoly och skulle ursprungligen ha varit 200 meter hög, men fick ritas om då den bedömdes bli för dominerande i förhållande till Sankt Paulskatedralen och Towern. Den stora trädgården i tre våningar, som hade planerats på toppen av skyskrapan, har reducerats till en mindre plantering som kan besökas av allmänheten med restriktioner.
Under byggnadstiden uppstod skador på parkerade fordon på grund av att solen reflekterades av byggnadens konkava glasytor och man tvingades montera markiser på södra sidan.